# Ihor Chudobiak
Ihor Orestowycz Chudobiak, ukr. Ігор Орестович Худобяк (ur. 5 kwietnia 1987 w Haliczu, w obwodzie iwanofrankiwskim) – ukraiński piłkarz, grający na pozycji napastnika.

## Kariera piłkarska

### Kariera klubowa
Wychowanek DJuSSz Prykarpattia Iwano-Frankiwsk. W 2004 rozpoczął karierę piłkarską w klubie Fakeł Iwano-Frankiwsk. W rundzie wiosennej sezonu 2005/06 występował w drugiej drużynie Dynama Kijów, ale latem powrócił do Prykarpattia. Na początku 2010 przeszedł do PFK Sewastopol. Latem 2011 został wypożyczony do FK Homel, a zimą 2012 do Enerhetyka Bursztyn. W lipcu 2012 przeszedł do Heliosu Charków. W 2013 grał w amatorskim Hał-Wapno Halicz. Sezon 2013/14 rozpoczął w klubie Enerhija Mikołajów, ale po jego rozformowaniu w marcu 2014 zasilił skład FK Tarnopol. W lipcu 2015 przeszedł do Howerły Użhorod i aby odróżnić się od piłkarza Karpat o tym samym imieniu i nazwisku przyjął pseudonim Hulk. 28 czerwca 2019 po wygaśnięciu kontraktu opuścił Prykarpattia, ale już 8 lipca ponownie podpisał kontrakt z klubem.

### Kariera reprezentacyjna
Występował w studenckiej reprezentacji Ukrainy.

## Sukcesy i odznaczenia

### Sukcesy reprezentacyjne
- mistrz Uniwersjady: 2007, 2009

### Odznaczenia
- tytuł Mistrza Sportu Klasy Międzynarodowej: 2007